# Naoya Wada
Naoya Wada (Japans: 和田直也, Wada Naoya) (Fukuoka, 6 juni 1986) is een Japans componist.

## Biografie
Wada's eerste compositie voor harmonieorkest schreef hij op 15-jarige leeftijd. Gedurende de tijd op de High school speelde hij tuba in het harmonieorkest. Tegenwoordig is hij student aan het Toho College of Music in Kawagoe, Saitama, op het hoofdeiland Honshu, waar hij compositie en muziek-pedagogiek studeert.

## Composities

### Werken voor harmonieorkest
| Titel                                                  | Moeilijkheidsgraad | Duur   | Uitgever                        | Beschrijving                  |
| ------------------------------------------------------ | ------------------ | ------ | ------------------------------- | ----------------------------- |
| 10W-60                                                 | 4                  | 09'08" | Beriato Music / Hal Leonard MGB |                               |
| Amber Moon                                             | 2.5                | 04'30" | Grand Mesa Music                |                               |
| Anjin: Blue Eyed Samurai                               | 3                  | 07'00" | Hafabra Music                   |                               |
| As Spring Arrives                                      | 3.5                | 07'52" | C. L. Barnhouse                 |                               |
| As The Dawn Breaks                                     | 2                  | 02'26" | C. L. Barnhouse                 |                               |
| Axis                                                   | 3                  | 02'50" | Beriato Music / Hal Leonard MGB |                               |
| Bravissimo!                                            | 3                  | 02'50" | Beriato Music / Hal Leonard MGB |                               |
| Call to Freedom                                        | 1.5                | 01'30" | Grand Mesa Music                |                               |
| Days Remembered                                        | 3                  | 04'30" | Molenaar Edition                |                               |
| Eternal Promise                                        | 3                  | 03'00" | Molenaar Edition                |                               |
| The Explorers of Orion                                 | 2.5                | 04'15" | C. L. Barnhouse                 |                               |
| Exultate                                               | 3                  | 03'36" | Beriato Music / Hal Leonard MGB |                               |
| Fanfare and Festive Hymn                               | 0.5                | 02'05" | Eighth Note Publications        |                               |
| Fanfare and Jubilation                                 | 3                  | 04'56" | Beriato Music / Hal Leonard MGB |                               |
| Festiva Jubiloso                                       | 3                  | 06'30" | Molenaar Edition                |                               |
| Homeward Voyage                                        | 3                  | 06'10" | Beriato Music / Hal Leonard MGB |                               |
| Let It Shine Like a Star                               | 3.5                | 06'30" | Eighth Note Publications        |                               |
| Liberty Fanfare                                        | 4                  | 05'24" | TRN Music                       |                               |
| Lights in the Mirror                                   | 4                  | 08'00" | Molenaar Edition                |                               |
| Line of Ants                                           | 1                  | 01'20" | TRN Music                       |                               |
| Medieval Hymn Variations -In Praise of Guido d'Arezzo- | 4                  | 07'50" | Molenaar Edition                |                               |
| A New Day Dawning                                      | 2                  | 03'50" | Eighth Note Publications        |                               |
| On Wings of Magic                                      | 3                  | 05'59" | C. L. Barnhouse                 |                               |
| Pacifica                                               | 2.5                | 02'46" | C. L. Barnhouse                 |                               |
| The Promise of Hope                                    | 2                  | 01'50" | C. L. Barnhouse                 |                               |
| Rejoice!                                               | 3.5                | 06'57" | Beriato Music / Hal Leonard MGB |                               |
| Remembrance                                            | 2.5                | 05'50" | TRN Music                       |                               |
| Soaring                                                | 3.5                | 06'25" | Grand Mesa Music                |                               |
| The Sounds of Spring                                   | 3                  | 02'44" | Grand Mesa Music                | Samengesteld met Shizuka Sato |
| Spirals of Light                                       | 3.5                | 03'05" | Beriato Music / Hal Leonard MGB |                               |
| Starry Heavens                                         | 3                  | 05'14" | Grand Mesa Music                |                               |
| Star Trails                                            | 1.5                | 03'30" | Eighth Note Publications        |                               |
| Tales of a Distant Star                                | 2.5                | 04'30" | Hafabra Music                   |                               |
| Toward the Bright Future                               | 3                  | 06'48" | Beriato Music / Hal Leonard MGB |                               |
| Voyage into the Blue                                   | 3.5                | 08'45" | Beriato Music / Hal Leonard MGB |                               |
| Wind Capsule                                           | 3                  | 03'36" | Beriato Music / Hal Leonard MGB |                               |
| Weekend in the City                                    | 3.5                | 08'50" | Molenaar Edition                |                               |
| Wind on the Hill                                       | 3                  | 05'27" | Molenaar Edition                |                               |

### Werken voor fanfare orkest
| Titel                | Moeilijkheidsgraad | Duur   | Uitgever         | Beschrijving |
| -------------------- | ------------------ | ------ | ---------------- | ------------ |
| Days Remembered      | 3                  | 04'30" | Molenaar Edition |              |
| Eternal Promise      | 3                  | 03'00" | Molenaar Edition |              |
| Festiva Jubiloso     | 3                  | 06'30" | Molenaar Edition |              |
| Lights in the Mirror | 4                  | 08'00" | Molenaar Edition |              |
| Weekend in the City  | 3.5                | 08'50" | Molenaar Edition |              |
| Winds on the Hill    | 3                  | 05'27" | Molenaar Edition |              |

### Werken voor flex band
| Titel                        | Moeilijkheidsgraad | Duur   | Uitgever                  | Beschrijving |
| ---------------------------- | ------------------ | ------ | ------------------------- | ------------ |
| Flower Crown                 | 2.5                | 05'01" | Brain Music / Bravo Music |              |
| Latte Macchiato              | 3                  | 04'30" | Molenaar Edition          |              |
| In Seizing the Distant light | 3                  | 06'11" | Brain Music / Bravo Music |              |
| The Wind Blows Where It Will | 2.5                | 07'00" | Brain Music / Bravo Music |              |

### Werken voor Strijkorkest
| Titel       | Moeilijkheidsgraad | Duur   | Uitgever  | Beschrijving |
| ----------- | ------------------ | ------ | --------- | ------------ |
| Remembrance | 2.5                | 05'50" | TRN Music |              |

### Werken voor Kamermuziek
| Titel                           | Titel                           | Moeilijkheidsgraad | Duur  | Instrumentatie         | Uitgever              | Beschrijving |
| ------------------------------- | ------------------------------- | ------------------ | ----- | ---------------------- | --------------------- | ------------ |
| Bari Bari Bassi                 | Bari Bari Bassi                 | 3                  | 2'30" | Tuba-Euphonium Quartet | Star Music Publishing |              |
| Prelude, Ballad and Celebration | Prelude, Ballad and Celebration | 4                  | 4'10" | Kopersextet            | TRN Music             |              |

## Arrangementen

### Werken voor harmonieorkest
| Titel             | Componist               | Moeilijkheidsgraad | Duur   | Uitgever                 | Beschrijving |
| ----------------- | ----------------------- | ------------------ | ------ | ------------------------ | ------------ |
| Capriol Suite     | Peter Warlock           | 3.5                | 09'44" | Molenaar Edition         |              |
| Civic Fanfare     | Edward Elgar            | 4                  | 01'23" | TRN Music                |              |
| Cuban Overture    | George Gershwin         | 6                  | 09'30" | Tierolff                 |              |
| Kimigayo March    | Kozo Yoshimoto          | 2.5                | 03'00" | TRN Music                |              |
| Rhapsody in Blue  | George Gershwin         | 4                  | 17'00" | Molenaar Edition         |              |
| The Soaring Eagle | John N. Klohr           | 3                  | 02'20" | TRN Music                |              |
| Three Preludes    | George Gershwin         | 4                  | 06'00" | Molenaar Edition         |              |
| Trombone Concerto | Nikolaj Rimski-Korsakov | 4                  | 07'10" | Eighth Note Publications |              |
| Warship March     | Tokichi Setoguchi       | 3                  | 03'00" | TRN Music                |              |

### Werken voor flex band
| Titel           | Componist       | Moeilijkheidsgraad | Duur   | Uitgever                        | Beschrijving |
| --------------- | --------------- | ------------------ | ------ | ------------------------------- | ------------ |
| Londonderry Air | Traditional     | 3                  | 03'36" | Brain Music / Bravo Music       |              |
| March Majestic  | Scott Joplin    | 3                  | 02'40" | Molenaar Edition                |              |
| Over the Waves  | Juventino Rosas | 2.5                | 04'23" | Beriato Music / Hal Leonard MGB |              |